# Конрад Воддінгтон
Конрад Гел Воддінгтон (англ. Conrad Hal Waddington 8 листопада 1905, Івшем, Вустершир, Велика Британія — 26 вересня 1975, Единбург, Велика Британія) — британський біолог, генетик, ембріолог, еволюційний біолог. Професор Единбурзького університету. Засновник епігенетики як окремої науки про взаємодію генів і навколишнього середовища під час онтогенезу. Автор термінів «генетична асиміляція», «креод» та «епігенетичний ландшафт».

## Біографія
Батьки Воддінгтона були власниками плантацій чаю в Індії, тому перші 4 роки життя він провів у цій країні. Надалі ріс у будинку родичів в Англії. Закінчив Кліфтон-коледж, де навчався зокрема у відомого тоді хіміка Еріка Голм'ярда. Навчався природничим наукам у Кембриджському університеті, спеціалізувався в геології. Під час навчання зацікавився працями філософа Альфреда Вайтхеда. 1927 року закінчив університет з дипломом першого ступеня. Тоді ж почав готувати докторську дисертацію з палеонтології щодо досліджень амонитів, паралельно працюючи над дисертацією з філософії. Жодної з дисертацій Воддінгтон так і не закінчив. Ступінь доктора філософії з ембріології він отримав лише в 1938 році за опубліковані наукові праці.
З 1929 року Воддінгтона прийняли на роботу в Дослідницьку лабораторію Стренджвейза при Кембриджському університеті.
З 1933 по 1945 роки викладав ембріологію в Кембриджському університеті. У 1945 році перейшов до Единбурзького університету, де викладав генетику тварин. 
У 1947—49 роках у лабораторії Воддінгтона працював український ембріолог Борис Балінський. У 1945—1952 роках в його лабораторії також працювала Мері Лайон, яка пізніше відкрила явище інактивації X-хромосоми
Член Лондонського королівського товариства з 1947 року. У 1961—67 роках був президентом Міжнародного союзу біологічних наук. Почесний член Американської академії наук і мистецтв (1960), Фінської Академії наук (1967).

## Науковий внесок

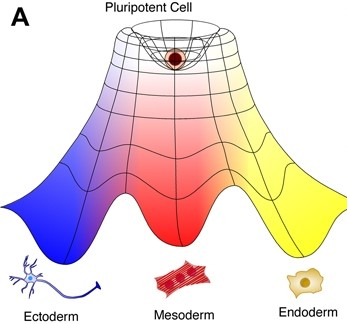
Ідея Воддінгтона щодо епігенетичного ландшафту в застосуванні до диференціації плюрипотентної клітини. Пониження «рельєфу» є креодами.

Воддінгтон був одним з лідерів біології 1930—1950-х років та відомий дослідженнями у галузях палеонтології, популяційної генетики, генетики розвитку, біохімічної ембріології, теоретичної біології.
Перші роботи Воддінгтона з ембріології були присвячені повторенням дослідів Шпеманна і Мангольд щодо організаторів розвитку. Німецькі дослідники зробили відкриття на амфібіях, тоді як Воддінгтон перевірив їх відтворюванність у птахів та ссавців. Воддінгтону вдалося показати, що первинний вузлик у зародку качки, пересаджений до іншого ембріона, викликає утворення додаткової первинної смужки, і таким чином є організатором гаструляції.

## Наукові роботи

### Статті
- Waddington C.H. Canalization of development and the inheritance of acquired characters // Nature. 1942. V. 150. P. 563—564.
- Waddington CM. Selection of the genetic basis for an acquired character // Nature. 1952. V. 169. P. 278.
- Waddington C.H. Genetic assimilation of an acquired character//Evolution. 1953. V. 7. P. 118—126.
- Waddington CM. Genetic assimilation of the bithorax phe-notype//Evolution. 1956. V. 10. P. 1-13.
- Waddington CM. The genetic basis of the assimilated bithorax stock // J. Genet. 1957. V. 55. P. 241—255.
- Waddington CM. Inheritance of acquired characters // Proc. Linnean Soc. London. 1958. V. 169. P. 54-^61.
- Waddington CM. Canalization of development and genetic assimilation of acquired characters // Nature. 1959. V. 183. P. 1654—1655.
- Waddington CM. Genetic assimilation // Adv. Genet. 1961. V. 10. P. 257—293.
- Waddington CM. The Evolution of an Evolutionist. Edinburgh: Edinburgh Univ. Press, 1975. 328 p.

### Книги
- Introduction to modern genetics, N. Y., 1939
- Principles of embryology, L., 1956
- The ethical animal, L., 1960
- The nature of life, L., 1961
- Principles of development and differentiation, L., 1966
- Behind appearance, Camb., 1970

### Російськомовні переклади
- Организаторы и гены, М., 1947
- Морфогенез и генетика, М., 1964
- На пути к теоретической биологии, [т.] 1, М., 1970